# مدل استاندارد علوم اجتماعی
مدل استاندارد علوم اجتماعی (انگلیسی: Standard social science model) یا  (SSSM) اولین بار توسط  جان توبی و لدا کاسمیدز در کتاب ویرایش شده ذهن سازگار در سال 1992  معرفی شد. آنها از مدل استاندارد علوم اجتماعی به عنوان مرجعی به فلسفه‌های  علوم اجتماعی مرتبط با تابولا رازا (لوح سفید به معنی اینکه افراد بدون محتوای ذهنی متولد می‌شوند و بنابراین تمام دانش از تجربه یا ادراک حاصل می‌شود)، نسبی‌گرایی،  ساخت‌گرایی اجتماعی و جبرگرایی فرهنگی استفاده کردند. آن‌ها استدلال می‌کنند که آن فلسفه‌ها، که در درون مدل استاندارد علوم اجتماعی گنجانده شده‌اند، پارادایم نظری غالب را در توسعه علوم اجتماعی در طول قرن بیستم تشکیل دادند. بر اساس پارادایم پیشنهادی مدل استاندارد علوم اجتماعی آنها، ذهن یک ابزار شناختی همه منظوره است که تقریباً به طور کامل توسط فرهنگ شکل گرفته است.  